# Pachycephalopsis
Pachycephalopsis es un género de aves paseriformes perteneciente a la familia de los Petroicidae, tiene dos especies reconocidas científicamente.

## Especies
- Pachycephalopsis hattamensis  (Meyer, 1874)
- Pachycephalopsis poliosoma  (Sharpe, 1882)